# Phyllodoce noronhensis
Phyllodoce noronhensis är en ringmaskart som beskrevs av Ernst Ferdinand Nolte 1938. Phyllodoce noronhensis ingår i släktet Phyllodoce och familjen Phyllodocidae. Inga underarter finns listade i Catalogue of Life.